# تشارلز غاردنر
تشارلز غاردنر (بالإنجليزية: Charles Gardner)‏ (28 أكتوبر 1908 بملبورن في أستراليا - 9 ديسمبر 2001) هو لاعب كريكت أسترالي. لعب مع فريق فكتوريا للكريكت.

## وصلات خارجية
- تشارلز غاردنر على موقع إي آس بي آن كريك إنفو (الإنجليزية)